# Hans Enoksen
Hans Enoksen, född 1956 i Itilleq, är en grönländsk politiker. 
Han blev ledamot av grönländska Landstinget 1995 och partiledare för Siumut år 2001. Den 14 december 2002 valdes han till Grönlands regeringschef (Landsstyreformand). Han avgick som partiledare och regeringschef efter Siumiuts valförlust 2009. 
Vid valet 2013 återvaldes han till Landstinget, men bröt med sitt parti, och bildade inför landstingsvalet 2014 ett nytt parti med namnet Partii Naleraq, numera Naleraq. Det nya partiet fick 11,6 % av rösterna och tre mandat.